# ロブ・ペイジ
ロブ・ペイジ（Robert John Page、1974年9月3日 - ）は、ウェールズの元サッカー選手、指導者。元ウェールズ代表選手、監督。ポジションはディフェンダー。

## 経歴
1990年代から2000年代にワトフォードFC、シェフィールド・ユナイテッドFC、コヴェントリー・シティFCなどでプレーした。
1996年にウェールズ代表でデビュー、2005年までに41試合に出場した。
2020年にウェールズ代表監督に就任。2022 FIFAワールドカップ・ヨーロッパ予選では、プレーオフでウクライナに勝ち、1958年大会以来64年ぶり2度目のワールドカップ出場を決めた。

## 代表歴

### 出場大会
- ウェールズ代表
  - 2022 FIFAワールドカップ

### 試合数
- 国際Aマッチ 41試合 0得点（1996年-2005年）[3]

| ウェールズ代表 | 国際Aマッチ | 国際Aマッチ |
| 年             | 出場        | 得点        |
| -------------- | ----------- | ----------- |
| 1996           | 1           | 0           |
| 1997           | 5           | 0           |
| 1998           | 0           | 0           |
| 1999           | 3           | 0           |
| 2000           | 7           | 0           |
| 2001           | 6           | 0           |
| 2002           | 4           | 0           |
| 2003           | 5           | 0           |
| 2004           | 4           | 0           |
| 2005           | 6           | 0           |
| 通算           | 41          | 0           |